# Synagogue de Vladivostok

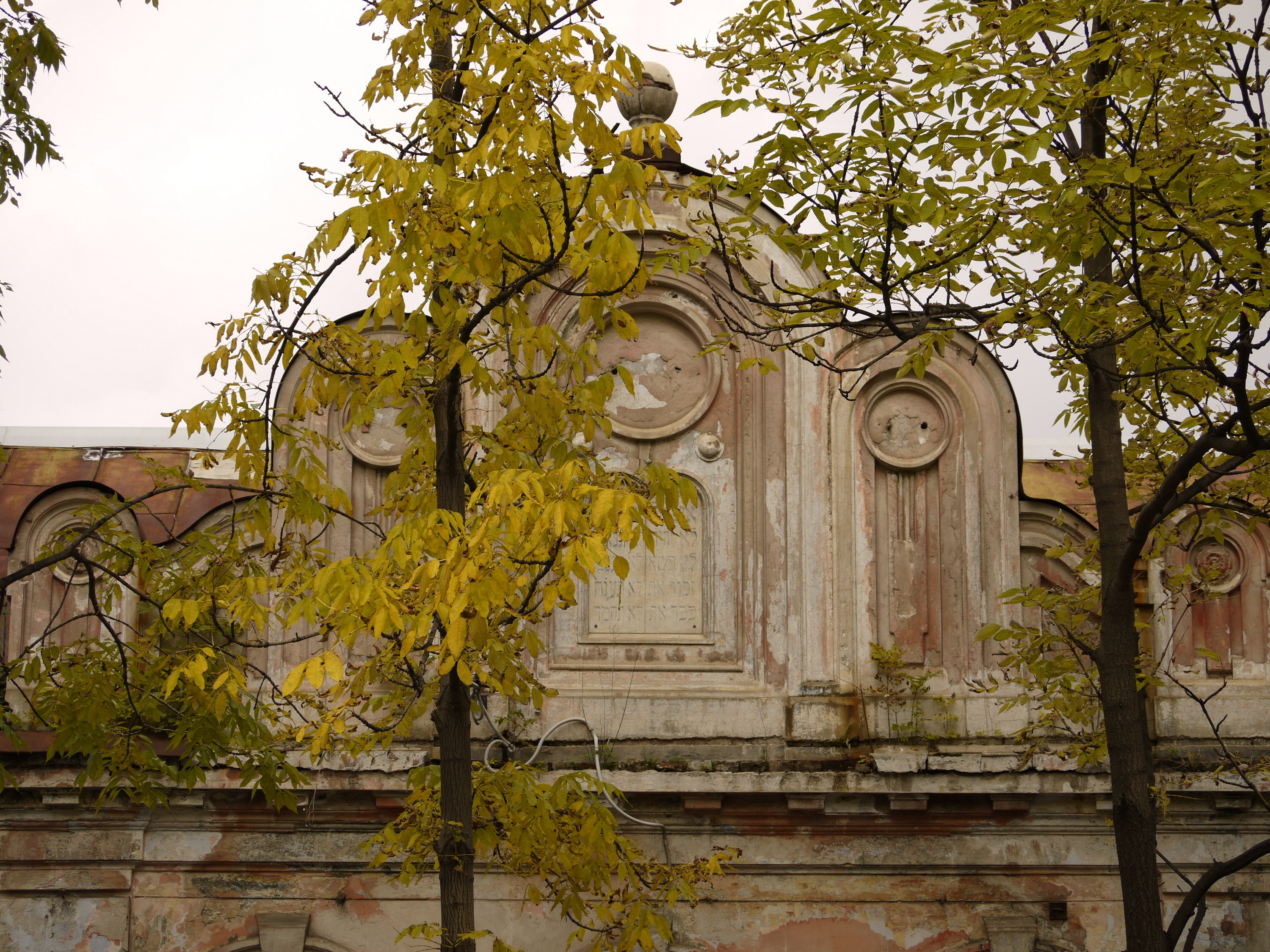
Partie de la façade avant restauration

La synagogue Beït Sima ou synagogue de Vladivostok (en russe : «Бейт Сима» ; hébreu : בית סימה; beït signifie maison en hébreu) est le centre religieux de la vie juive de la communauté juive de Vladivostok. C'est la seule synagogue du Kraï du Primorié, la plus ancienne de celles en fonction en Extrême-Orient russe.
Elle est située dans le centre historique de Vladivostok, rue Praporchik Komarov. Depuis plus de 70 ans, le bâtiment de la synagogue était la propriété de l'État à l'époque soviétique. Mais en 2005, le bâtiment revient à la communauté juive et est rouvert au culte. Après restauration il reçoit le nom de « Beït Sima ».

## Histoire
Jusqu'à la Révolution de Février 1917, les Juifs avaient, en dehors des zones de Résidence, le droit d'avoir une salle privée de prière, dans un immeuble pris en location, sans le droit d'en devenir propriétaires. La communauté juive de Vladivostok comptait, en 1911, environ 160 hommes et prenait en location une salle de prière au 19, rue Komarovska (actuelle rue Praporchik Komarov, 5).
C'est Léonti (Leïb) Semïonovitch (Chimanovitch) Skidelski (1845-1916) qui fait construire et lègue à la communauté juive la synagogue Beït Sima. Il est commerçant de la première guilde, citoyen d'honneur de Vladivostok, membre et bienfaiteur de la Société des études de la région de l'Amour et de son musée, l'un des plus importants mécènes industriels du Kraï de l'Oussouri-sud.
Le 5 octobre 1916, trois jours avant sa mort, Skidelski, pose la première pierre de la « Synagogue de la communauté juive de Vladivostok » (c'est ce nom qui est utilisé par la suite pour ce lieu de prière), à proximité de l'ancien lieu de prière de cette communauté. La construction est réalisée grâce à des dons privés, dont les plus importants sont ceux de Skidelski. À cette époque, les Juifs étaient souvent devant l'obligation de demander l'autorisation de construire un « hôtel particulier », puis de demander qu'il soit un lieu de prière. Mais en 1917, le Judaïsme était légalisé en Russie et une fois la synagogue construite elle devient un lieu de culte, propriété de la communauté juive.
À la fin de l'année 1932, la synagogue est fermée par le pouvoir soviétique, la communauté juive est dissoute en droit. À partir de 1933, on installe dans le bâtiment de la synagogue le club de la Fabrique de confiserie de Vladivostok et ce jusqu'au début des années 1990. Puis on y installe le magasin de cette fabrique. Le bâtiment est à plusieurs reprises transformé pour remplir les différentes fonctions auquel il est assigné.
En 1996, le bâtiment a été déclaré monument d'architecture de valeur régionale.

## Renaissance
Le 8 septembre 2004, le gouverneur du kraï de Primorié, Sergueï Darkine, présente au Grand Rabbin de Russie Berl Lazar (ru), représentant de la Fédération des communautés juives de Russie, les documents juridiques officiels sur le droit d'utilisation perpétuel et gratuit du bâtiment. La Fédération des communautés juives de Russie a, quant à elle, transmis ce droit à la communauté juive locale de Vladivostok au début de 2005. En février 2013, le rabbin du kraï de Primorié et de Vladivostok, Chimon Varakine annonce ses intentions de modifier la synagogue suivant de nouveaux plans. La communauté juive de Vladivostok qui compte environ 300 fidèles à cette époque a reçu l'aide d'un homme d'affaires juif de Moscou pour faire face à ces projets.
À l'automne 2013, les travaux de reconstruction-restauration ont commencé. L'essentiel est réalisé en juin 2014. Le principal mécène de cette reconstruction est le banquier russe Vladimir Kogan (ru), directeur du conseil politique de la communauté juive de Vladivostok,.
Le renouvellement de la cérémonie d'ouverture de la synagogue a lieu le 18 décembre 2015. La synagogue reçoit le nom de « Beït Sima » ce qui signifie maison de Sima en l'honneur de la mère de Vladimir Kogan, Séraphime Kogan (diminutif Sima),.